# 船橋 (世田谷區)
船橋（日语：／ Funabashi */?）是東京都世田谷區的地名。已實施住居表示。設有一丁目至七丁目。2013年9月1日為止的人口有24,951人。郵遞區號156-0055。

## 地理
船橋位於世田谷區中西部，屬砧地域。東臨經堂，南接櫻丘，環八通以西為祖師谷，北連粕谷、櫻上水、八幡山、上北澤。此地位在小田急小田原線千歲船橋站北側，環八通東側，車站周邊與，幹道沿線多商店。町域南北較長，由南往北依序為一丁目至七丁目。
千歲船橋站周邊，包含車站南側的櫻丘二、五丁目，東側的經堂四丁目，合稱為千歲船橋地區，簡稱「チトフナ」。
一丁目為商店街，東京都道428號高圓寺砧淨水場線（荒玉道路，地下是荒玉水道）對面為二丁目。二、三、四、五丁目是町中央的住宅區。北側東京都道118號調布經堂停車場線周邊的六丁目與七丁目位於町域北端，稱為希望丘（希望ヶ丘）。此地有希望丘公園，周邊的粕谷有蘆花公園等，綠地眾多。

## 歷史

### 地名由來
過去此地為濕地，設有浮橋（船橋、舟橋）以供通行而得名。

## 交通

### 鐵路
大部分地區可利用小田急小田原線千歲船橋站。東側一部分距離經堂站較近，北側一部分距離京王線八幡山站較近。

### 道路
- 東京都道311號環狀八號線（環八通）
- 東京都道118號調布經堂停車場線
- 東京都道428號高圓寺砧淨水場線 (荒玉道路)
- 烏山綠道
- 森繁通

## 設施
- 有隣醫院
- 大東學園高等學校
- 東京都立千歲丘高等學校
- 惠泉女學園
- JUKI（ジューキ）中央技術研究所
- 朝日新聞社生產技術研究所
- 街角圖書館
- 都營船橋4丁目公寓
- 希望丘團地
- 希望丘公園
- 千歲溫水游泳池
- 世田谷區立船橋希望中學校
- 世田谷區立希望丘小學校
- 世田谷區立船橋小學校

## 備註
1. ↑  平成25年（2013年）の世田谷區の町丁別人口と世帯数 - 世田谷區 （页面存档备份，存于）,2013-07-14閲覧。

## 外部連結
- 世田谷區 （页面存档备份，存于）
- 千歲船橋地區指南 （页面存档备份，存于）